# 1917 en football
Cet article présente les faits marquants de l'année 1917 en football.

## Avril
- Celtic champion d'Écosse.
- L'US Hollerich est champion du Luxembourg.

## Mai
- 5 mai : à Pawtucket (Rhode Island), Fall River Rovers FC remporte la Coupe des États-Unis (National Challenge Cup) en s'imposant 1-0 en finale face à Bethlehem Steel.
- 13 mai : Madrid FC et Arenas Club de Guecho font match nul 0-0 en finale de Coupe d’Espagne ; finale à rejouer.
- 15 mai : Madrid FC remporte la Coupe d’Espagne face à Arenas Club de Guecho, 2-1.

## Juin
- 4 juin : Mercur Petrograd remporte la Coupe de Petrograd en s'imposant en finale 2-1 face à Krechet Petrograd.
- 21 juin : FC Winterthur remporte le Championnat de Suisse.
- 27 juin : Copenhague BK est champion du Danemark en s'imposant 6-2 en finale nationale face au Akademisk BK.

## Septembre
- 9 septembre : à Moscou devant 5000 spectateurs, une sélection de Moscou et une sélection de Petrograd font match nul 1-1.
- 10 septembre: à Tokyo, la sélection des Philippines s'impose devant l'équipe du Japon 15-2.

## Octobre
- 15 octobre : FC Kolomjagi est champion de Petrograd.
- Novogireevo Moscou est champion de Moscou.
- 30 septembre au 14 octobre : deuxième édition de la Copa América en Uruguay.
- 7 octobre : lancement de la Coupe de France, baptisée Coupe Charles Simon. Tour préliminaire de la première édition. Voir Coupe de France de football 1917-1918.
- 14 octobre : l'Uruguay remporte la deuxième édition du championnat sud-américain.

## Novembre
- 11 novembre : Paulistano est champion d'État de Sao Paulo.

## Décembre
- Le Racing Club est champion d'Argentine.
- 30 décembre : victoire 2-7 à Bangu du Fluminense FC qui devra attendre le 1er janvier 1918 pour être sacré champion d'État de Sao Paulo, date du match en retard d'América, vice-champion.

## Naissances
Plus d'informations : Liste de personnalités du football nées en 1917.
- 9 janvier : Otto Glória, entraîneur brésilien.
- 5 mai : Davie Shaw, footballeur et entraîneur écossais.
- 15 juin : Larbi Ben Barek, footballeur français.
- 27 juin : Artur Quaresma, footballeur portugais.
- 1er juillet : Georges Boulogne, entraîneur français.
- 17 juillet : Juan Tuñas, footballeur cubain.
- 21 juillet : Jock Newall, footballeur écossais naturalisé néo-zélandais.
- 26 août : Zvonimir Cimermančić, footballeur yougoslave.
- 20 septembre : Jacinto Obdulio Varela, footballeur uruguayen.
- 12 octobre : Roque Máspoli, footballeur uruguayen.
- 2 novembre : José Perácio, footballeur brésilien.
- 17 novembre : Leandro Remondini, footballeur italien.
- 27 décembre : Camille Libar, footballeur luxembourgeois.

## Décès
- 9 février : René Dufaure de Montmirail, dirigeant français.
- 14 juillet : Ludwig Drescher, footballeur danois.
- 20 août : Jimmy Speirs, footballeur écossais.
- 16 octobre : Ernest Bambridge, footballeur anglais.
- 3 décembre : Jack Reynolds, footballeur anglo-irlandais.